# 마이 온리 러브송
《마이 온리 러브송》은 2017년 6월 9일부터 넷플릭스에서 공개되어있는 웹드라마다.

## 줄거리
사람도 사랑도 모두 돈으로 급이 매겨진다고 생각하는 안하무인 톱스타 송수정이 과거로 타임슬립 해 돈밖에 모르는 온달을 만나 벌어지는 이야기

## 등장 인물

### 주요 인물
- 이종현: 온달 역
- 공승연: 송수정 역
- 이재진: 변삼용 역
- 진예주: 평강공주 역
- 안보현: 무명 역
- 김보라: 광녀 역

### 그외 인물들
- 박주형: 고일용 역
- 이용직: 평원왕 역
- 이철민:
- 김채은
- 김정석

### 특별 출연
- 최종훈